# Mathias Jung (Biathlet)
Mathias Jung (* 17. Dezember 1958 in Trusetal) ist ein früherer deutscher Biathlet.
Mathias Jung startete für den ASK Vorwärts Oberhof, wo er von Herbert Kirchner, Dietmar Böse und Hartmut Sommer trainiert wurde. Bei den Juniorenweltmeisterschaften 1978 und 1979 gewann er mit den Staffeln der DDR jeweils Gold und im Einzel die Silbermedaillen. Der Sportsoldat, Unteroffizier der NVA wurde 1980 DDR-Vizemeister im Sprint und war seitdem für die nächsten Jahre Startläufer der DDR-Staffel bei internationalen Wettbewerben. Bei den Olympischen Winterspielen 1980 in Lake Placid gewann er mit der Staffel, zu der neben Jung Klaus Siebert, Frank Ullrich und Eberhard Rösch gehörten, die Silbermedaille hinter der Sowjetunion. Bei den Biathlon-Weltmeisterschaften 1981 in Lahti gewann die DDR-Staffel mit Jung als Starter ebenso wie 1982 in Minsk Gold. 1983 in Antholz kam nochmals Silber hinzu. Bestes Einzelergebnis bei Weltmeisterschaften war ein vierter Rang im Einzel von Lahti. Nach seiner aktiven Karriere arbeitete Jung, der gelernter Elektromechaniker ist, in der Skiwerkstatt des VEB Kombinat Sportgeräte in Schmalkalden.